# 환취권
환취권(還取權)이란 파산재단에 속하지 않는 제3자의 특정재산을 파산관재인이 파산재단으로 편입하여 관리하고 있을 때 그 재산의 실제 소유자인 제3자가 그 반환이나 인도를 구하는 권리를 뜻한다.

## 참고 문헌
- 이상태, 《물권법》 법원사, 2009. ISBN 978-89-91512-42-9

## 같이 보기
- 별취권